# Eurysticta kununurra
Eurysticta kununurra är en trollsländeart som beskrevs av Watson 1991. Eurysticta kununurra ingår i släktet Eurysticta och familjen Isostictidae. Inga underarter finns listade i Catalogue of Life.